# Taxon éteint
Un taxon éteint est un taxon (espèce ou groupe supérieur : sous-famille, famille, ordre, etc.) qui n'existe plus dans la faune ou la flore actuelle, par opposition aux taxons actuels. Les taxons éteints nous sont généralement connus par des restes fossiles ou des ichnofossiles, parfois seulement par l'étude du génome d'autres espèces.
- Quand un taxon éteint date du Quaternaire, on parle plus précisément d'un taxon préhistorique.
- Quand un taxon ne s'est éteint qu'après avoir été décrit dans des textes historiques, on parle plus précisément d'un taxon disparu.
- Quand un taxon n'est pas éteint mais « presque », c'est-à-dire quand il n'en reste qu'un ou quelques représentants actuels alors qu'il a été florissant à une époque antérieure, on parle d'un taxon relique.
- Quand un taxon actuel n'est plus représenté que par des individus en captivité, on parle d'un taxon éteint à l'état sauvage.
- Quand un taxon actuel n'est plus représenté dans une aire géographique où il a été abondant, on parle d'un taxon éteint au niveau régional, éteint localement ou extirpé.